# 中国人民解放军陆军特种作战第七十五旅
特种作战第七十五旅 (英語：75th Special Operations Brigade)，又称“丛林虎”，是曾经中国人民解放军陆军第七十五集团军下辖的一个特种作战旅。
其前身为陆军步兵第一一八团，山西青年抗敌决死队第二十五团。

## 历史概述

### 步兵第一一八团
1939年11月28日，阎锡山发动晉西事變意图清洗掉山西青年抗敌决死队中的中共党员，山西青年抗敌决死一纵队在八路军的帮助下反击后加入八路军序列。1939年12月，进行整编，由整编前的游击第一团和第三总队合编组成决死第一纵队第二十五团。
1940年8月，百团大战打响。决一纵第二十五团担负破袭正太路，断日军交通命脉的任务。1940年8月20日20时，二十五团发起全线攻击，猛攻马首车站。8连被安排到团指挥所驻地大洛坡村，负责保卫团指挥所和地方群众安全，并担任总预备队，随时准备投入战斗。为解马首之危，1940年8月21日夜，盘踞在戴家垴的日军由小队长登木率50余人，趁着风雨夜，绕过龙化山，意图偷袭二十五团指挥部。拂晓，日军偷偷摸到大洛坡东南侧，8连炊事员张生旺从沟底挑水刚上到村口就发现了敌人，便飞快向连队报告。二十五团参谋长李懋之立即指挥八连组织反击。八连连长任尚琮率1排、3排迅速抢占村东北高地，进行阻击。指导员张万清率2排赶往村东南抗击日军。八连边跑边上刺刀，刚出村口，一群日军端着刺刀迎面扑来，相距只有10米远。最终，8连以牺牲30多人的代价，取得最后胜利，共击毙日军小队长以下40多人。这是抗日战争时期，中国军队面对以白刃战与拼刺见长的日军取得的较大战果之一。八连战后被八路军总部授予“白刃格斗英雄连”荣誉称号。二十五团自此深得太岳军区司令员陈赓的信任，成为陈赓麾下“四大主力团”之一。
抗日战争结束后，二十五团整编为晋冀鲁豫野战军第四纵队第十一旅第三十一团，参加了包括淮海战役在内的众多战役战斗。1949年2月，整编为中国人民解放军第十四军第四十师第一一八团，从中原一路转战至云南。1960年，参与中缅边境作战，一一八团主攻孟瓦，生擒云南人民反共志愿军第三师副师长叶文强上校。1979年，参与中越战争。
1984年4月，老山战役打响。1984年4月28日凌晨5点56分，老山一带已经下了几天的大雨，天黑路滑。步兵第一一八团承担老山主峰的主攻任务，负责进攻老山主峰的118团3营7、8、9连硬生生从越军密布的雷场、铁丝网中间开辟了一条通道，打垮了56号高地上的越南守备部队。还没有等越军从炮火准备的震惊中反应过来，解放军8连2排的战士已经冲向了54号高地，此时，越军后方的炮兵和重机枪开始拦阻射击，部队遭敌火力压制，一时冲不过去。在解放军步兵的呼叫下，3营属迫击炮和重机枪对敌实施反压制，但战况依然胶着，两军拼死厮杀，胜负难分。后面通往老山主峰的高地一个比一个难打，向50号高地进攻的9连虽然奋勇进攻，但连续受挫，2排长负重伤，此时越军的高射机枪向被压在一个凹地里的2排疯狂扫射。在关键时刻，4班长史光柱挺身而出代理排长职责，率4班掩护5班撤下来，重新组织部队向敌阵进攻。上午10点半，8连的2个排与已经攻占53号高地的7连合兵一处，直插主峰。双方进行了惨烈的高地争夺战直到下午5点20分，主峰阵地上的越军才完全被肃清，解放军共击毙越军341人，俘虏越军7人，缴获枪支和军用物资一批。八连战后获得了自己的第二个荣誉称号——“老山英雄连”。

### 第四十师装甲团
1998年9月体制编制调整，由沈阳军区坦克第五师第十九团与步兵第一二〇团合编为摩步第四十师装甲团。

### 独立成旅
2013年11月，摩步第四十师拆分出第一一八团与装甲团一部成立机械化步兵第四十二旅。2017年改为特种作战旅。

## 沿革
参考资料：
| 部隊番號                     | 使用時期              |
| 步兵第118团                  | 步兵第118团           |
| ---------------------------- | --------------------- |
| 八路军决死第一纵队第二十五团 | 1939年11月-1945年10月 |
| 晋冀鲁豫野战军第二十八团     | 1945年10月-1946年1月  |
| 晋冀鲁豫野战军第三十一团     | 1946年1月-1948年5月   |
| 中原野战军第三十一团         | 1948年5月-1949年2月   |
| 中国人民解放军第一一八团     | 1949年2月-1960年1月   |
| 步兵第一一八团               | 1960年1月-1985年9月   |
| 摩托化步兵第一一八团         | 1985年9月-2013年11月  |
| 摩步第40师装甲团             |                       |
| 摩托化步兵第四十师装甲团     | 1998年9月-2013年11月  |
| 独立成旅                     |                       |
| 机械化步兵第四十二旅         | 2013年11月-2017年2月  |
| 特种作战第七十五旅           | 2017年2月至今         |

## 荣誉
- 老山攻坚英雄连：原陆军第14集团军步兵第40师第118团5连，现为本旅5连。
- 白刃格斗英雄连、老山英雄连、抗震救灾英雄连：原山西青年抗敌决死队第1纵队25团8连，陆军第14集团军步兵第40师第118团8连，现为本旅8连。